# Borderlands 3
Borderlands 3 — компьютерная игра в жанре шутера от первого лица с элементами RPG, разработанная американской студией Gearbox Software. Игра стала четвёртой в серии Borderlands и является продолжением Borderlands 2. Выход игры состоялся в 2019 году на платформах Windows, macOS, PlayStation 4 и Xbox One.

## Игровой процесс
Borderlands 3, как и предыдущие игры серии, является RPG-шутером от первого лица с возможностью кооперативного прохождения. Тем не менее, геймплей проекта получил изменения. Управление персонажем было дополнено возможностью взбираться на препятствия и совершать подкаты. Количество активных навыков было увеличено до трёх. В режиме повторного прохождения появился выбор сложности.
В кооперативный режим была введена отключаемая система по синхронизации уровня игрока с уровнем добываемого снаряжения и встречаемыми противниками.

### Оружие
Благодаря процедурной генерации оружия, в игре свыше миллиарда его вариаций, для которых записано более 7,5 тысяч звуковых дорожек. Характеристики оружия будут определяться степенью редкости, классом и маркой, под которой оно произведено. Без учёта особых марок (Anshin, Eridian и Pangolin), всего их будет представлено девять. Под маркой Atlas (рус. Атлас) производится оружие с системой самонаведения; Vladof (рус. Владоф) выпускает продукцию, стреляющую очередями и дополняемую подствольными приспособлениями; корпорация Maliwan (рус. Маливан) производит двухстихийное оружие; Jakobs (рус. Джейкобс) — оружие с увеличенным критическим уроном и вероятностью рикошетов; Tediore (рус. Тедиор) — продукция, взрывающаяся при замене полного магазина и способная преследовать противников; Hyperion (рус. Гиперион) изготавливает оружие с увеличивающейся точностью по ходу стрельбы и наличествующее щитом при стрельбе через прицел; для марки Torgue (рус. Торг) характерно присутствие двух режимов ведения огня, один из которых подразумевает стрельбу снарядами-липучками; Dahl (рус. Даль) — оружие с автоматическим и полуавтоматическим режимами стрельбы; бренд Children of the Vault (рус. Дети Хранилища) не имеет магазина, но при длительной стрельбе перегревается.

### Игровой мир
Игровой мир сформирован пятью вымышленными планетами, из которых официально анонсированы четыре: пустынная Пандора, место действия двух предыдущих игр; Прометея, киберпанк-стилистика которой была вдохновлена мангой Akira; Эдем-6, покрытая тропическими лесами и болотами; и Афина, на которой разместился монашеский орден. Также в игре присутствуют ещё две планеты, которые не были представлены официально. Первая — Некротафейо — родина Эридианцев, крайне странная планета с весьма враждебной фауной. Вторая планета Зайлург представленная во втором DLC представляет собой заснеженную планету с ещё более агрессивной фауной, чем на Некротафейо. Перемещение между ними осуществляется на космическом корабле Убежище-3 (англ. Sanctuary III), который является базой протагонистов. Также на корабле можно украсить свою комнату, развесив несколько украшений в строго определённых местах и вывесив на стенды своё любимое оружие. Планеты будут поделены на открытые локации с фрагментарно линейным дизайном.
Несмотря на то, что графическая составляющая игры, как и в предыдущих частях, выдержана в технологии сел-шейдинга, при разработке был сделан акцент на большую детализацию эффектов. Окружающее пространство стало более интерактивным и частично разрушаемым.

### Транспортные средства
Выбор транспортных средств в Borderlands 3 будет состоять из багги, грузовиков и моноциклов «Циклон». Весь транспорт получит настраиваемую окраску и характеристики в зависимости от выбранных модулей. Изменить можно колёса, систему ускорения, броню, пулемёт (первичное оружие) и ракетомёт (вторичное оружие), у «Циклона» есть только первичное оружие. Его получение возможно через «тачкомат», методом угона и при нахождении на локациях скрытых средств передвижения.

## Саундтрек
Автором музыкального сопровождения для игры стал датский композитор Йеспер Кюд.

## Сюжет
Хронологически, действия сюжета происходят через 7 лет после описанных в Borderlands 2 событий. Новые Искатели Хранилища отвечают на зов Лилит, командира Алых Налётчиков. Она поручает Искателям вернуть эридианскую карту, которую недавно похитили Дети Хранилища (англ. Children of the Vault) — бандиты-культисты, поклоняющиеся близнецам Калипсо (англ. Calypso Twins). Вернув карту, герои выясняют, что следующее Хранилище находится на планете Прометея, и собираются отправиться туда на своём космическом корабле Убежище-3. Однако прямо перед отбытием появляются лидеры культа бандитов — близнецы Трой и Тайрин Калипсо, которые оказываются сиренами со способностью вытягивать силу из живых существ, причем Трой является близнецом-паразитом и не может выжить без своей сестры. Тайрин отнимает способности Лилит, едва не убивая её, после чего близнецы забирают карту и исчезают.
Искатели прибывают на Прометею, с удивлением замечая на орбите планеты флот корпорации Маливан. Выясняется, что Дети Хранилища заключили сделку с генеральным директором Маливан Катагавой и теперь вместе ведут войну против пока ещё контролирующей планету корпорации Атлас под руководством Риза Стронгфорка. Искатели помогают Ризу отбить атаку врага, а он даёт им наводку на Афину — планету-монастырь, где содержится фрагмент ключа от Хранилища Прометеи. Там протагонисты встречают сирену Майю и её ученицу Аву. Вместе они находят фрагмент и снова возвращаются на Прометею. Искатели Хранилища уничтожают орбитальный лазер Катагавы, а затем при содействии Зер0 убивают и его самого, после чего Риз отдаёт им последний фрагмент ключа и раскрывает месторасположение Хранилища — оно расположено прямо под центром города Меридиан. Вместе с Майей Искатели добираются до Хранилища, открывают его и побеждают заточённого внутри монстра Буяна, после чего их застают врасплох близнецы Калипсо. Тайрин вытягивает жизненную силу из побежденного чудовища и делится с Троем. Втайне пробравшаяся в Хранилище Ава провоцирует стычку, в результате которой Трой случайно убивает Майю и обретает её способности.
Следующая планета, на которую отправляются Искатели — болотистый Эдем-6, находящийся во владении корпорации Джейкобс. По прибытии с протагонистами связывается Уэйнрайт Джейкобс и просит освободить похищенного культистами Сэра Хаммерлока, что они и делают при содействии Мордекая, Брика и повзрослевшей крошки Тины. Затем они вместе с Искателями дают отпор войскам Детей Хранилища на Эдеме-6, убивают жестокую сестру Хаммерлока Аурелию, которая предала своего брата и встала на сторону близнецов, и собирают фрагменты ключа от Хранилища. После победы над Стражем Могилы, монстром из Хранилища Эдема-6, появляется Патрисия Таннис и проводит манипуляции, благодаря которым Тайрин не сможет вытянуть из поверженного чудища силу. Раздосадованные не на шутку близнецы похищают Таннис с помощью фазового захвата и телепортации, намереваясь устроить ей публичную казнь на фестивале Карнивора на потеху своим зрителям-культистам.
Вновь вернувшись на Пандору, герои спасают Таннис, которая также оказывается сиреной — свои способности она унаследовала после смерти Ангела, и вместе с Лилит они держали это в тайне от остальных до поры до времени. Таннис говорит, что Калипсо хотят открыть Великое Хранилище, ключом к которому является целая луна Элпис. Трой пытается активировать ключ, заряжая Элпис энергией, которую он вытягивает из сестры, но его останавливают Искатели Хранилища, способности Майи переходят от Троя к Аве. Тем не менее, этого оказывается достаточно, чтобы Великое Хранилище начало открываться, сотрясая всю Пандору. Тайрин окончательно поглощает павшего Троя и исчезает, используя телепортацию. С героями тут же связывается Тифон Делеон, легендарный первый Искатель Хранилища, обнаруживший в своё время Хранилище Прометеи. Он просит их немедленно прибыть к нему на Некротафейо — родную планету эридианцев.
На Некротафейо Тифон объясняет Искателям, что Великое Хранилище не просто находится на Пандоре — сама планета и есть Великое Хранилище, созданное для заточения ненасытного пожирающего звёзды монстра Разрушителя, и если оно откроется, то вся планета будет уничтожена, а чудовище вырвется наружу и поглотит всю вселенную. Эридианцы оставили на Некротафейо особый механизм, который протагонисты вместе с первым Искателем пытаются использовать для повторного закрытия Великого Хранилища. В это время с ними связывается Тайрин и раскрывает правду о том, что Тифон является их с Троем отцом. Первый Искатель признаёт это и винит себя за то, что не справился со своей ролью родителя. Воспитывая детей в одиночку после смерти жены, он держал их взаперти на Некротафейо, чтобы защитить от внешнего мира, но они воспринимали это как заточение в тюрьме. Рассказы Тифона о его приключениях окончательно побудили близнецов сбежать от отца и использовать силу, сокрытую в Хранилищах, для того чтобы обрести власть и стать богами. Наконец Тифону и Искателям почти удаётся активировать механизм, но Тайрин появляется и разрушает устройство, а затем убивает отца и телепортируется в Великое Хранилище, чтобы поглотить Разрушителя.
Искатели следуют за ней и наблюдают, как она сливается с Разрушителем в единое существо. Героям удаётся убить чудовищный гибрид Тайрин и Разрушителя, и к Лилит возвращаются её силы сирены. Несмотря на гибель монстра, Великое Хранилище продолжает открываться, угрожая уничтожить всё живое на Пандоре. Лилит решает пожертвовать собой, перед этим передав Аве командование Алыми Налётчиками. Она летит в сторону Элписа и использует свои способности, оставляя на небе горящий знак Огненного Ястреба.

### Протагонисты
Главными героями игры выступят четыре персонажа:
- Зейн Флинт (англ. Zane Flynt) — оперативник, использующий дрона, цифровой щит, заплечное орудие и гаджет, помогающий ему воспроизводить собственную голографию и меняться с ней позицией. Единственный персонаж, который может использовать два активных навыка одновременно, жертвуя возможностью метания гранат, хотя это можно исправить с помощью соответствующих навыков. По ходу своего развития Зейн будет открывать новые навыки и улучшения для своих оперативных устройств.
- Амара (англ. Amara) — сирена, обладающая сверхспособностью по созданию дополнительных шести рук. Её основные активные навыки — удар о землю, захват врага, запуск своей астральной проекции вперёд и запуск шара стихийной энергии. По мере развития будут открываться совершенно новые навыки и улучшения для них.
- З4ЛП (англ. FL4K) — охотник, способный натравливать на врагов прирученных животных — скага, муравья-паука, вооруженную мартышку (jabber) и миниатюрного грузчика. Его активные навыки — невидимость, призыв стаи ракков, усиливающий телепорт своего питомца со взрывом и гравитационная ловушка. По мере развития З4ЛПа его питомцы также будут развиваться и видоизменяться.
- Моуз (англ. Moze) — стрелок, призывает в распоряжение боевую машину «Железный Медведь» (и его уменьшенный автономный аналог «Железный Медвежонок»), которую можно оснащать различным оружием; другие игроки также могут его использовать или стать дополнительным пилотом, управляющим пулемётом на спине. По ходу развития Моуз будет открывать новые виды вооружения на Медведя и улучшения для уже имеющихся.

## История разработки
Впервые о своих планах на продолжение франшизы Gearbox Software заявили в 2014 году. На тот момент концепция игры была ещё не сформирована. В январе 2015 года был открыт набор кадров для разработки игры, а через два года студией были представлены технические наработки на движке Unreal Engine 4, на котором разрабатывается игра. Всего к разработке игры было привлечено около 90 % штата сотрудников компании из двух офисов — техасского и квебекского, для которого проект стал дебютным. В частности, были приглашены Скотт Кестер, ранее трудившийся над Battleborn в роли арт-директора, и сценарист Майки Нейман, в июне 2017 года окончивший своё участие в разработке по состоянию здоровья. 28 марта 2019 года компания официально анонсировала Borderlands 3 на презентации, проведённой в рамках PAX East 2019. 1 апреля было объявлено, что релиз игры состоится 13 сентября 2019 года. Первоначально на персональных компьютерах игра распространялась через онлайн-сервис Epic Games Store, релиз игры в Steam вышел 14 марта 2020 года. 1 августа 2019 года игра была отправлена в тираж.

## Отзывы и критика

### Предварительные
| Сводный рейтинг       | Сводный рейтинг                              |
| Агрегатор             | Оценка                                       |
| --------------------- | -------------------------------------------- |
| GameRankings          | - PC: 79,83 % - PS4: 80,13 % - XONE: 80,38 % |
| OpenCritic            | 85                                           |
| Иноязычные издания    |                                              |
| Издание               | Оценка                                       |
| Destructoid           | 9/10                                         |
| Game Informer         | 8/10                                         |
| GameSpot              | 8/10                                         |
| IGN                   | 9/10                                         |
| PC Gamer (US)         | 63/100                                       |
| Русскоязычные издания |                                              |
| Издание               | Оценка                                       |
| «Игры Mail.ru»        | «8/10»                                       |

После публикации трейлера игры на американском веб-сайте Polygon появилась рецензия, в которой автор высказал мнение, что разработчиком не было продемонстрировано кардинально новых игровых аспектов, которыми игра отличалась бы от предшественниц. По мнению рецензентов с веб-сайта GameSpot, трейлер не оправдал в полной мере ожиданий игроков.
Решение о временном распространении цифровых копий игры на персональных компьютерах исключительно через Epic Games Store спровоцировало волну негативных отзывов к предыдущим частям серии и спин-оффу Tales from the Borderlands в Steam. Впоследствии, компанией Valve был введён механизм мониторинга обзоров «не по теме» при помощи алгоритма.
С проведением первой демонстрации игрового процесса на русскоязычном веб-сайте Канобу было опубликовано мнение, в котором отмечались рост сеттинга серии, обновлённые механики стрельбы и RPG, а также чёрный юмор. По мнению журналиста Андрея Загудаева издания Disgusting Men, в игре на момент показа было неудобное управление транспортными средствами и имелись недоработки в игровом движке, однако повысилась динамика перестрелок и появились интересные дополнительные задания. По мнению редакций журналов Игромания и PC Gamer, несмотря на геймплейные изменения, в игре сохранились основные черты Borderlands 2.
По итогам игровой выставки Gamescom 2019 игра стала победителем в номинациях «Лучшая мультиплеерная игра» с точки зрения жюри и «Самая ожидаемая игра» с точки зрения гостей мероприятия.

### Продажи
На 2022 год, тираж игры превысил 15 млн. копий.